# Montgomery Blair
Montgomery Blair (10 maggio 1813 – Silver Spring, 27 luglio 1883) è stato un politico statunitense.

## Biografia
Fu il ventesimo direttore generale delle poste degli Stati Uniti durante la presidenza di Abraham Lincoln (16º presidente degli Stati Uniti d'America). Figlio di Francis Preston Blair, era imparentato con Francis Preston Blair Junior e B. Gratz Brown.
Nato nella contea di Franklin, stato del Kentucky, studiò all'accademia Militare degli Stati Uniti, ma la sua carriera militare terminò dopo la sua partecipazione alle guerre Seminole, congedandosi. Decise quindi di intraprendere una carriera di avvocato e di vita politica. Celebre il Caso Dred Scott contro Sandford dove lavorò insieme a George T. Curtis.
È sepolto a Washington nel Cimitero di Rock Creek.